# 김육
김육(金堉, 1580년 8월 23일(음력 7월 14일)~1658년 10월 1일(음력 9월 5일))은 조선 후기의 문신이자 유학자, 실학자, 사상가, 작가, 정치가, 철학자이며, 효종·현종 연간에 대동법의 확대 시행을 주장, 추진하였으며 화폐(동전)의 보급에 힘썼다. 자는 백후(伯厚), 호는 잠곡(潛谷), 회정당(晦靜堂), 시호는 문정(文貞)이다. 1638년(인조 16) 충청도 관찰사에 재직 중 대동법을 제창 건의하였고, 수차(水車)를 만들어 보급하였으며, 전후복구 사업을 시도하였고, 《구황촬요》(救荒撮要)와 《벽온방》 등을 증보·재간행하였다.
인조 반정 직후 학행으로 천거되어 관직에 나갔다가 그 뒤 과거에 급제하여 음성현감, 성균관전적, 사헌부지평 등을 역임했다. 그 뒤 충청감사 재직 중 충청도 지역에서 시범으로 대동법을 실시하게 했으며, 호서대동법이 실시될 때 호조 판서로서 실무를 지휘한 이시방과 함께 대동법 시행의 주역으로 꼽힌다. 병조참판, 형조판서, 의정부우참찬, 사헌부대사헌, 예조판서 등을 역임하였다. 1643년과 1645년 청나라에 사절로 다녀온 뒤 화폐의 주조·유통을 건의하여 평안도부터 추진하였고, 수레의 제조, 보급을 확산시켰으며, 시헌력(時憲曆)의 제정·시행을 건의하고, 《유원총보(類苑叢寶)》 《종덕신편(種德新編)》 등을 저술하였다. 또한 그는 1636년(인조 14년) 성절사로서 명나라의 연경에 다녀왔는데, 그는 조선에서 명나라에 보내는 마지막 공식 사신이었다.
충청도에 대동법을 시행하는 데 성공하였고, 아울러 화폐 이용의 필요성을 역설하여 주전사업을 건의, 민간에 주전(鑄錢)의 유통에도 성공하였다. 대동법의 실시를 한층 확대하고자 <호남대동사목(湖南大同事目)>을 구상하고, 이를 1657년 7월에 효종에게 바치면서 전라도에도 대동법을 실시할 것을 건의하였다. 한국 최초의 태양력인 시헌력을 도입하여 양력 사용을 보급시키기도 했다. 1651년부터 1654년, 1655년부터 1658년까지 의정부영의정을 역임하였다.
자(字)는 백후(伯厚), 호는 잠곡(潛谷), 초호는 회정당(晦靜堂)이고 시호는 문정(文貞)이며, 본관은 청풍(淸風)이다. 기묘명현(己卯名賢)의 한 사람인 김식(金湜)의 고손자이다. 현종비 명성왕후의 친정 할아버지이며 김석주, 김석연의 할아버지, 청풍부원군 김우명, 증 청릉부원군 김좌명의 아버지이다. 정조의 장인 청은부원군 김시묵은 김육의 5대손이다. 조호익, 성혼, 윤두수, 윤근수, 김장생의 문하에서 수학하다 김상헌의 문인이 되었다. 경기도 출신이다.

## 생애

### 생애 초기

#### 출생과 가계
잠곡 김육은 기묘명현의 한사람인 김식의 후손으로, 판관 김비의 손자이자 강릉참봉 김흥우의 아들로 한성부 서부 마포면(麻浦面) 마포리(麻浦里) 외가에서 태어났다. 그의 본가는 경기도 가평군 잠곡이었으므로 경기도 출신으로도 본다. 처음 호는 회정당이라 했다가, 뒤에 어려서 나고 자란 마을에서 호를 따서 잠곡이라 하였다. 그는 조광조의 동지로서 기묘사화 때 희생된 우당 김식(友堂金湜)의 4대손이었다.
그는 당색으로는 서인이었지만 학통으로는 이황의 학통을 일부 계승하였다. 1594년(선조 27) 일찍이 조호익(曺好益)에게 배우고, 우계 성혼(成渾)의 문인이 되어 성리학을 수학하였다. 또한 윤근수와 윤두수의 문하에도 출입하여 수학하였다. 동인이었던 첫 스승 조호익은 퇴계 이황의 문인이었고, 다른 스승들인 윤근수와 윤두수는 비록 당색으로는 서인이었지만 그들 역시 퇴계 이황의 문인들이었다. 그는 학문적으로 성혼 등의 성리학적 전통을 후대의 실학으로 넘기는 과도기적 위치로, 서인 성리학과 중상주의 실학과 북학파를 잇는 중간고리 역할을 수행하였다.

#### 유년 시절
이언적, 이황 등 다섯 선현(五賢)을 성균관에 제사지내는 사람으로 삼자는 것이 오현종사 운동이다.
청소년기에 성혼의 문하에서 수학하는 한편 그는 임진왜란의 참상을 목격하였다. 그 뒤 김장생(金長生)의 문하에도 출입하며 수학하다가 1598년 성혼이 죽자 다시 청음 김상헌을 찾아가, 김상헌의 문하에서 수학하였다. 스승 중 한사람인 김장생의 문하에서 함께 수학하던 스승의 아들 김집은 후일 그의 논적이 된다. 1605년에 사마시에 합격하고 성균관에 들어가서 수학하였다.

#### 청년기

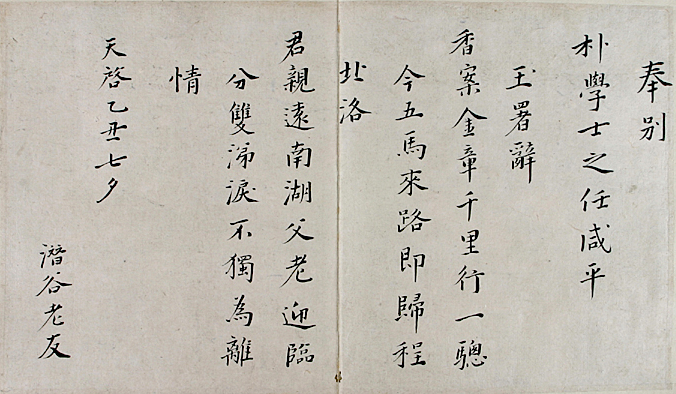
김육의 편지 시
(1625년 7월 7일자)

1605년(선조 38) 진사시에 급제하고 이후 성균관에 입학하여 성균관 유생으로 공부하였다. 성균관 유생의 신분으로 1610년 3번이나 상소를 올려 성혼(成渾)의 원통함을 풀어줄 것을 요청하였고, 율곡 이이를 승려라고 주장하는 것은 비방이라며 변호하였다. 그는 이른바 오현(五賢)을 문묘에 모시는 문묘 오현종사를 건의하였다.
그러나 그 5현에 자신들의 스승인 조식이 빠진 것에 분개한 북인측에서 반발하였다. 1611년(광해군 3) 정인홍(鄭仁弘) 등이 이황(李滉)을 극렬하게 비난하는 상소를 올리자 그는 선현을 헐뜯는다며 이에 격분하여, 정인홍의 이름을 유생들의 명부인 청금록(靑襟錄)에서 삭제하는 부황에 앞장서서 가담했다가 성균관에서 퇴교당했다.
이 사건으로 김육은 과거 응시 자격이 박탈되는 정거 처분을 받았다. 이 사건은 광해군이 양보해 다음해에 오현이 문묘에 종사되고 그의 과거 응시 자격 박탈 조치가 취소되었다. 다른 관학생들은 모두 성균관에 복귀했으나 그는 경기도 가평으로 내려가 끝내 복귀를 거부했다. 이후 관직을 단념하고 경기도 가평군 잠곡리(潛谷里) 고향으로 낙향, 농사지으며 학업에 열중하였다.
이후 그는 10여 년 동안 농촌에 파묻혀 농민들의 곤궁한 생활상을 직접 목격하였다.

### 정치 활동과 전후복구 사업

#### 이괄의 난과 개혁안
관료의 길을 걸으면서 그는 전생애를 국가 경제와 농촌 경제의 안정, 그리고 농민 생활의 향상에 바쳤다. 1623년(광해군 15년) 인조 반정으로 서인이 집권하게 되자 유일(遺逸)로 추천되어 조정에 나가 의금부 도사가 됐고, 이괄의 난이 일어나자 인조를 모시고 피난했다가 돌아왔으며, 환도 후에 1624년 2월 충북 음성 현감(陰城縣監)으로 부임하였다. 1624년 음성현감으로 재직할 때는 백성의 피폐하고 곤궁한 상황을 직접 조사하여 보고서를 작성, 백성들의 재난과 피폐한 가계 등을 구체적으로 지적, 열거하면서 조정에 부세를 재촉하지 말고 요역과 조세를 감면해줄 것을 주장하는 상소를 올렸다.
이어 음성진폐소를 올려 농촌 생활의 문제점을 개선할 것을 제의했다. 여기서 그는 토지의 많고 적음을 참작하지 않은 과중한 세금 과세와 부과 과정의 부정을 세세히 나열하면서 부정의 혁파를 주장하였다. 이후 성균관전적, 병조좌랑, 사헌부지평, 사간원정언, 병조정랑 등을 역임하고 다시 음성현감으로 부임했는데, 음성현감을 마치고 다시 한성부로 올라올 때는 백성들이 송덕비를 세우기도 하였다.
1625년(인조 2년) 증광 문과에 갑과 장원으로 급제하고, 동년 10월에 사간원정언에 임명됐다가 사헌부와 호패청에서 근무했다. 이후 그는 인조에게 전후 복구책이 우선임을 상소하였으나 받아들여지지 않았다.
1626년 조정에서는 국방예산의 확충을 위해 각지에 호패어사라는 일종의 특임관을 파견할 계획이 논의되었다. 고심 끝에 김육은 몇 가지 이유를 들어 그 일을 반대했다. 어사 파견은 무엇보다도 시간낭비며 실효성이 없는 일이라고 했다. 게다가 민간이 지급할 어사의 접대비도 적지 않아 가난한 백성들만 더욱 죽어날 것이었다.(<잠곡유고> 7권) 김육은 상소문의 형식을 빌려 자신의 견해를 밝히고 사직하였다. 그 뒤 전후 복구와 구휼을 청하는 상소를 올렸다. 그러나 그의 상소는 율곡 이이와 우계 성혼을 문묘에 종사하느냐 여부를 놓고 찬성하는 서인 유생 및 학자들과 반대하는 남인 유생과 학자들이 올린 상소들 때문에 묻혀서 빛을 보지 못하였다.
1627년(인조 5) 청(淸)나라가 군사적으로 압박해오자 호패법을 중지하여 민심을 안정시킬 것을 주장하였고, 그해 사헌부지평이 되었다. 사헌부지평 재직 중 그는 평안도·황해도의 민폐개혁을 위한 양서사의(兩西事宜)를 올렸다. 그해 청나라가 선전포고를 해오자 호패법을 중지하고 과도한 단속을 줄여 민심을 안정시킬 것을 주장하였다.

#### 전후 복구와 민심 수습 활동

##### 전후복구와 시국 수습
정묘호란 직후 다시 국토가 황폐해지자 그는 양서의 사정을 논하는 〈논양서사의소〉(論兩西事宜疏)를 올렸다. 전쟁의 참화와 인명 피해, 흉년, 재물 손실, 각종 잡역의 부담 때문에 백성들이 전국적으로 고통을 받고 있으며, 특히 그 피해가 심한 평안도와 황해도 지역 백성을 살리기 위해 세금 감면과 지원 등의 대안을 제시하였다. 또, 논양서사의소에서 그는 전쟁 직후인 당시의 과제는 백성을 어린애 어루만지듯 안정시키는 것이라고 강조하고 구체적으로 전쟁에 지고 도망한 군졸을 용서해 주고, 그들을 성 쌓는 데로 동원하여 기력을 고갈시키지 말 것이며, 살기가 어려워 고향을 떠나는 백성을 억지로 붙잡지 말 것을 주장하였다. 1628년 헌납이 되었다. 1628년(인조 6) 유효립에 난 진압을 도운 공로로 영사원종공신 3등(寧社原從功臣三等)에 책록되었다.
1633년 9월 안변도호부사(安邊都護府使)로 부임하여 청나라의 침입을 대비하였다. 그 뒤로도 전후 복구와 구휼을 청하는 상소와 후금의 침략에 대비해 병력을 양성하고 변방의 성곽을 세우고, 기존의 성곽을 개보수해야 된다는 상소를 올렸다. 그러나 역시 율곡 이이와 우계 성혼을 문묘에 종사하느냐 여부를 놓고 찬성하는 서인 유생 및 학자들과 반대하는 남인 유생과 학자들이 올린 상소들에 묻혀져서 인조의 주목을 받지 못했다.
이어 동지성절천추진하사(冬至聖節千秋進賀使)로 명나라에 갔다온 뒤 예조참의가 되었다가 승정원우부승지, 장례원판결사를 역임했다. 그는 원망을 품은 백성을 안정시켜 민심을 얻은 다음 농사짓는 것과 군사 일을 분리하고(兵農分離), 비어 있는 땅에다 둔전(屯田)을 설치하는 등 장차 오랑캐가 다시 침략할 것을 준비해야 된다고 주장하였다. 그러나 이와 같은 그의 주장은 율곡과 우계의 문묘종사 여론에 말려 물타기 또는 공리공담으로 취급되었다.

##### 전후 복구안과 외교 활동

충청도 지역에서 실시된 호서지역 대동세목

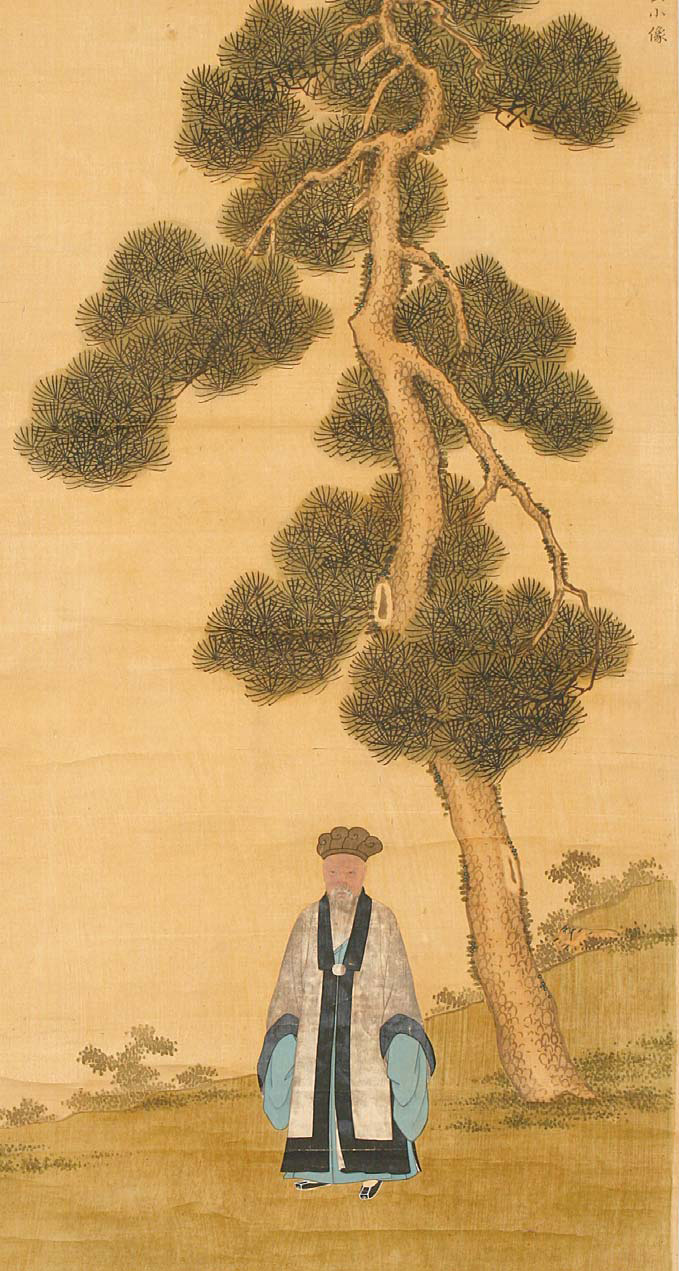
송하한유도, 그의 초상화가 곁들여 있으며 명나라의 화가 호병(胡炳)이 그려준 것이다.

36년 명나라에 파견될 성절사(聖節使)로서 연경에 갔으며, 37년 명나라에서 병자호란의 발발과 인조의 항복 소식을 접하였다. 연경에 사신으로 갔다가 조선이 외국 군사의 침입, 약탈을 당한다는 말을 듣고 밤낮으로 통곡하니 중국 사람들은 그를 동정하면서도 의롭게 여겼다. 명나라에 다녀와서 남긴 《조천일기(朝天日記)》에는 그가 직접 목격한 명나라 관원의 타락과 어지러운 사회 분위기를 기술하였다. 그는 조선에서 명나라에 파견된 마지막 사신이기도 했다. 귀국 후 1637년(인조 14) 조천일기(朝天日記)를 저술하기 시작했고, 1638년초 승문원부제조를 거쳐 그해 6월 충청도관찰사로 부임하여 도내의 토지대장과 세금 징수상황을 점검하였다.
충청도관찰사로 있으면서 그는 세금 감면과 대동법 시행을 건의하였으며, 수차(水車) 보급에 힘썼다. 또한 도내를 순찰하며 임진왜란, 정유재란, 병자호란, 정묘호란 등의 난리로 인한 흉작과 질병, 기근을 구하기 위해 구황촬요(救荒撮要)와 벽온방(辟瘟方) 복사와 보급에 힘썼다.
1643년 한성부 우윤·승정원도승지를 지냈다. 동년 한성부우윤에 임명되었고, 소현세자가 청나라 심양에 볼모로 잡혀 가자 보양관으로 소현세자를 수행하였으며 귀국하여 우부빈객이 되었으며, 겨울에는 원손보양관(元孫輔養官)이 되어 원손을 모시고 심양으로 들어갔다. 이듬해 귀국하면서 평안도 일대의 사신접대 폐단을 없애는 데 애썼다. 그는 숭정제의 자결과 명나라 망명정부가 새 황제를 세우지 못하고 친왕들 사이에 내분이 벌어지자, 명나라가 사실상 멸망한 것으로 간주하고 애통해하였다. 그는 대명의리는 지키되 중국을 차지한 것은 청나라라는 점을 부정적으로 보았으나, 부정적으로나마 현실로 인정하였다.

##### 대동법 시행 발의
대동법은 이원익이나 조익 등의 건의로 광해군 즉위년인 1608년에 경기도에서 시험 실시되었으며 인조 원년인 1623년에는 강원도에 확대 실시되었다. 대동법은 이처럼 점차 확대 실시되어 성과를 거두고 있었으나 그 실시 과정에서 양반 지주들의 격렬한 반대에 부딛쳐 곤란을 겪고 있었다.
인조 때인 1636년 그는 대동법을 다시 시행할 것을 건의하였으나 묵살당했다. 김육은 충청도 관찰사로 있던 인조 16년인 1638년 대동법을 확대 실시하자고 주장했다. 양란으로 곤궁에 빠진 국가 재정과 농민 생활을 안정시킬 수 있는 유일한 정책으로 대동법 시행을 건의한 것이다. 그러나 김육의 이 주장은 조정에 파란을 몰고 왔다.
| “ | 가난한 농민은 다 도망가서 그 본업(本業)을 잃고 타향에 떨어져 남의 땅을 병작하는 작인(作人)이 되어 호구(糊口)하는 자가 얼마입니까? 지금에 이르러 향리(鄕里)마다 타향에서 온 객호가 태반을 차지하고 있는데 나라가 다 그렇습니다. | ” |

김육은 대동법을 실시해야 할 가장 큰 이유로 농촌 경제의 붕괴, 곧 농민 생활의 파탄을 들었다. 따라서 과중한 세금 과세를 지양하고 과세 과정의 부정을 없앨 수 있는 근본 대책으로 대동법 시행을 주장한 것이다.

##### 공납의 폐단 상소
김육은 중간에 방납업자들이 떼어가는 것, 관료들이 착복하는 것의 예를 들어 진상품 방납을 없애고 일원화된 세금 조달 기준을 마련해야 한다고 상주하였다. 거듭된 전란으로 민생은 피폐해졌는데 방납업자들이 토호나 관료들과 짜고 무거운 세금을 요구하고, 착복한다며 이를 시정할 것을 상주하였다. 이어 그는 면세 내지는 감세를 주장했다. 임진왜란과 정유재란, 정묘호란과 병자호란 등을 겪으면서 피폐해진 민생을 구제하는 것이 우선이라며 세금 조달이 어려움을 상주하였다.
이후 그는 공납의 폐단을 없애는데 자신의 정치적 운명을 걸기도 했다.

#### 수레 사용과 시헌력
1644년 성균관대사성으로 황해도와 평안도에 수레와 동전(銅錢)의 사용을 건의하였다. 이후 이조판서, 형조판서, 예조판서, 우참찬, 대사헌을 지내며 우빈객을 겸했고 1645년(인조 23년)에는 관상감 제조가 되었으나 46년 민회빈 강씨의 처벌에 반대하였다가 왕의 노여움을 입어 면직당하였다.
1646년 인조가 소현세자비 강씨(姜氏)를 처벌하려 할 때 그는 강빈의 처벌에 적극 반대하였다. 소현세자빈이 세자를 독살할 이유가 없고 확증도 없이 세자빈을 처벌하는 것은 잘못이라는 것이다. 이에 인조의 비위를 상하게 하여 체직되었다.
1646년 청나라에 사은사가 파견될 때 사은부사(謝恩副使)로 북경에 다녀왔으며, 이때 베이징에 당도한 서양인 과학자들과 만나 교류하면서 시헌력 사용법을 배워왔다. 시헌력은 태양의 움직임을 기준으로 한 양력 달력이었는데, 그는 이를 확인하고자 직접 해의 변화를 관측한 자료를 입수하기도 했다. 귀국 후 시헌력의 사용을 적극 건의하면서 직접 달의 변화와 해와 날의 길이를 통해 기후를 예측하고 시간을 보다 효율적으로 활용할 것을 주장했으며, 기후의 변화를 미리 예측하여 농업에도 보탬이 될 것이라고 주장하였다. 연이어 예조판서가 되었다.
중국의 명대에 와서 마테오 리치, 아담 샬과 같은 선교사들에 의해서 서양의 천문학이 중국으로 유입되기 시작했다. 이때 유입된 서양 천문학은 코페르니쿠스의 새로운 천문학이 아니라 주로 티코 브라헤의 관측치를 바탕으로 한 것으로, 당시에 사용한 천문수치는 티코 브라헤의 관측치를 케플러가 편찬한 루돌프 표에 바탕을 둔 것이었다. 이 서양 선교사들과 주로 서광계의 노력으로 중국에서는 ‘숭정역서(崇禎曆書)’가 만들어지게 된다. 하지만 명의 마지막 황제인 숭정제는 이 역서를 공포하지 못하고 죽고 말았고 대신 명을 멸망시킨 청조가 이 역법을 ‘서양신법역서(西洋新法曆書)’라는 이름으로 공포했다. 우리나라 조선 효종 때 김육의 건의로 시행한 역법인 시헌력(時憲曆)은 바로 이것을 바탕으로 한 것이었다. 그러나 청나라를 통해 들어온 문물을 모두 의심하던 인조는 소현세자를 의심했듯 그 역시 의심하였으나, 그는 시헌력의 사용을 적극 건의하였고, 산림 측에서도 별다른 반발이 없어 조선조정은 1653년부터 시헌력을 시행하게 된다.

#### 대동법 시행

##### 대동법 시행과 확산

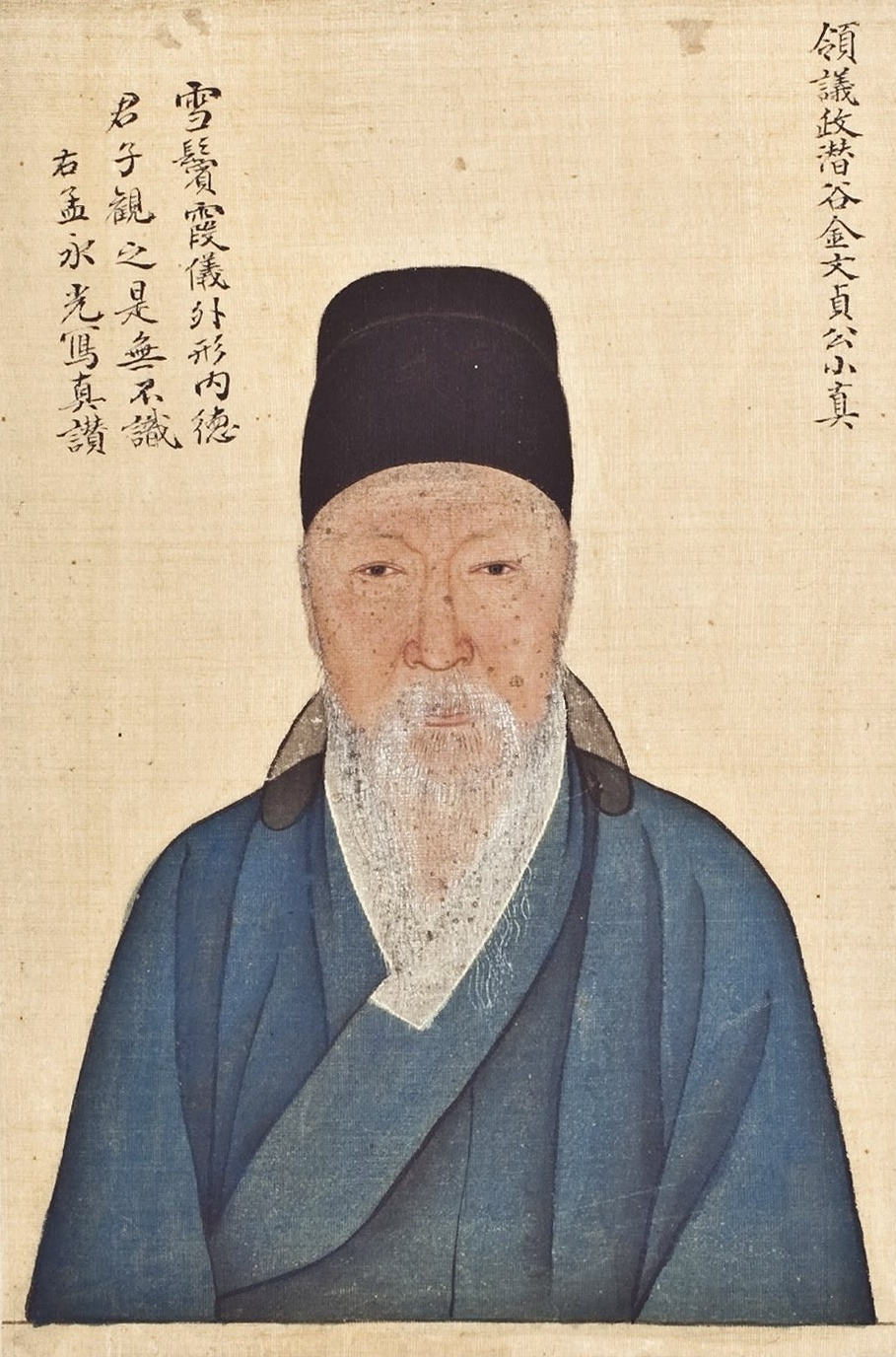
잠곡 김육 초상화

1649년(효종 1년) 효종이 즉위하자 그는 전후 복구가 이루어지지 않음을 지적하고, 전후 복구와 민심 수습, 대동법 시행을 건의하였다. 그해 5월 효종 즉위 초에 특별히 발탁되어 사헌부대사헌을 거쳐 동년 9월 특진하여 의정부 우의정이 되었다.
김육은 “왕자(王者)의 정사(政事)는 백성을 편안하게 하는 것보다 우선할 일이 없으니 백성이 편안한 연후에야 나라가 안정될 수 있습니다”라며 양호(兩湖:충청·전라)지역의 대동법(大同法) 시행을 출사(出仕) 조건으로 내걸었다. “신에게 나와서 회의하게 하더라도 말할 바는 이(대동법)에 불과하니, 말이 혹 쓰이게 되면 백성들의 다행이요, 만일 채택할 것이 없다면 다만 한 노망한 사람이 일을 잘못 헤아린 것이니, 그런 재상을 어디에 쓰겠습니까”(‘효종실록’, 즉위년 11월 5일조)라는 상소에 조정 일각에서는 왕을 압박했다고 비난하기도 했다.
효종이 대동법의 시행을 약속함에 따라 우의정에 취임하였다. 그러나 그의 조건부 출사에 산림은 그가 왕의 의지를 사적인 목적에 이용한다며 비난했고, 이어 사은 겸 동지사(謝恩兼冬至使)로 청나라에 다녀왔다.

##### 충청도에 대동법 확대 건의
김육은 효종에게 대동법의 내용을 설명하고 이 법의 시행 여부는 오직 왕의 결단에 달려 있으니 만일 시행하지 못하겠으면 자신을 벌해달라는 강경한 소차를 올렸다. 한편 그가 명리를 취하는 사람이다, 일부 대동미 업자들에게 뇌물을 받았다 등의 각종 유언비어들이 돌면서 그를 괴롭혔다. 소문이 계속되자 효종은 한때 그를 의심하였다.
김육의 반대 세력들은 이 글의 형식과 내용이 방자하다며 공격의 재료로 삼았지만 그 속마음은 대동법을 반대하는 데 있었다.
반대파들은 김육이 남송의 왕안석(王安石)과 같다며 공격했다. 주자학이 지배이념이었던 조선 시대에서는 왕안석과 같다는 것이 욕이었다. 사실 왕안석의 신법 중 소농민에게 정부가 저리 금융을 하는 청묘법(靑苗法), 국가에 대한 농민의 신역을 전납화하는 모역법(募役法) 등은 대동법처럼 농민 생활의 안정을 추구하는 개혁안이었던 것이다. 이런 이유에서 김육을 왕안석과 같다고 비판했던 대동법 반대론자들의 평은 역설적으로 오늘날에는 맞다고 할 수 있는 것이다.'라는 결론을 내렸다.

##### 산당과 한당의 분열
대동법을 충청도에 확대 실시하자는 김육의 소차는 전국에 파란을 일으켰다. 조정 여론이 찬반 양론으로 나뉘었던 것이다. 조정 내에서 김육의 주장에 동조하는 사람은 소수였다. 좌의정 조익(趙翼)과 연양군 이시백 형제 정도가 찬성했고, 이조판서 김집, 호조판서 이기조, 호군 정세규, 사헌부집의 송시열] 등 대부분의 관료들은 이에 격렬히 반대하였다.
서인은 공신들의 파벌인 낙당과 김장생, 김집, 안방준 직계인 산당 외에 김육의 대동법을 지지하는 한당이라는 새로운 파벌이 나타나게 되었다. 낙당이 몰락할 때 한당의 일부 역시 함께 몰락했지만 그의 손녀가 세자빈(현종비)이 되면서 한당은 현종 때 가면 정파로서의 생명력은 지리멸렬해지지만 외척 세력으로 재편성되기에 이른다.
대동법 시행에 자신의 정치 생명을 걸다시피 했던 김육은 이 때문에 반대파로부터 집중적인 공격을 받았다. 김육을 공격하는 데 선두에 선 인물은 이조판서 김집이었다. 김집이 이조판서에 제수되자 송시열, 송준길 등 자신의 제자들을 출사시켰는데 이들은 김육을 공격하는 돌격대 역할을 하였다. 송시열은 김육을 비판했다.
| “ | 우의정 김육이 (사실상) 전국을 장악하고 있으면서 이조판서 김집의 시대인 것처럼 말하는 까닭을 알지 못하겠습니다. | ” |

김집, 송시열, 김상헌, 송준길, 김경여(金慶餘) 등 대동법 반대파들의 공격이 얼마나 심했으면 지평 김시진(金始進)이 경연 자리에서 효종에게 이를 지적했다.
| “ | 송준길, 송시열 등이 우의정 김육을 공격하는 것이 너무 과격합니다. 우상 또한 사대부인데 어쩌다 일이 이지경까지 됐는지 모르겠습니다. | ” |

라며 김육을 적극 변호하였다. 이 논쟁은 서인을 분당시키는 데까지 이르렀다. 대동법 시행에 찬성한 김육을 중심으로 소수당인 한당과 이를 반대하는 김집, 송시열을 중심으로 다수당인 산당으로 분당되었던 것이다.

##### 대동법 시행과 사직
김육은 1649년 11월 다시 왕에게 상차했다.
| “ | 왕의 정사는 백성을 편안하게 하는 것보다 우선할 일이 없습니다. 백성이 편안한 연후에야 나라가 안정될 수 있습니다. 옛 사람이 말하기를 '하늘의 변란이 오는 것은 백성들의 원망이 이를 부른 탓입니다.'라고 하였습니다. 백성들이 부역(賦役)에 시달려 일할 마음이 없으니, 원망하는 기운이 쌓이고 맺혀 그 참상이 하늘에 보이는 것은 필연의 이치입니다. 인군이 재변을 만나면 두려워하며 몸을 기울여 반성하는 데에는 오직 백성을 보호하는 정사를 행하여 그들의 삶을 편안케 해주는 것밖에 별다른 방도가 없습니다. 대동법은 역을 고르게 하여 백성을 편안케 하기 위한 것이니 실로 나라를 구할 수 있는 좋은 계책입니다. 비록 여러 도에 두루 행하지는 못하였어도 경기와 강원에서 이미 시행하여 힘을 얻었습니다. 이를 양호(兩湖) 지방에 확대 실시하면 백성을 편안케 하고 나라에 도움이 되는 방도롤 이보다 더 큰 것이 없습니다. | ” |

그는 대동법을 확대 실시할 것을 거듭 주청한 것이다. 여기에는 농촌 생활의 안정 뿐만 아니라 국가 재정을 튼튼히 하려는 목적도 있었다.
| “ | 지금 만약 대동법을 시행하게 되면 전라, 충청 양도의 전결(田結) 27만 결에 따른 목면 5천4백 동과 쌀 8만5천 석이 수입되게 되므로 경제 관리가 이를 잘 처리하면 쌀과 포의 잉여가 많아질 것입니다. | ” |

라고 하여 대동법 시행이 국가 재정의 확충에도 도움이 됨을 역설했다. 이어 우의정을 사퇴하고 영중추부사로 전직하였다. 그 뒤 다시 영중추원부사로 진향사가 되어 다시 청나라에 파견되어 다녀왔다.

#### 화폐 유통 확산
1650년(효종 1) 중국 사행길에 중국인들의 화폐 사용을 목격하고 귀국 후 조선 조정에 동전 유통을 건의하여 왕의 허락을 받는 한편, 아랫사람을 시켜 조선의 특산물인 인삼과 비단을 마련하여 중국 동전 15만문(十五萬文)을 구입하여 평안도에 유통 시킨다.
이후에도 청나라의 동전을 구입하여 조선에 유통시켜, 물물교환 대신 화폐를 유통케 하여 정확한 액수에 거래하고, 물물교환으로 발생하는 마찰을 최소화하도록 하였다.
청나라의 정치적 간섭이 극심한 가운데, 그들에게 해마다 바치는 세폐와 북벌정책의 추진과정에서 발생한 경제적 부담이 백성에게 집중되었다. 또한 인재와 재산피해 이외에 매년 가뭄 ·홍수 ·풍해 ·지진 등 각종 천재지변이 주기적으로 발생하여 위축된 백성의 삶을 더욱 옥죄고 있었다. 이러한 위기를 맞아 민생의 안정을 도모하여 민심의 이반을 막는 것을 국왕과 자신의 과제로 보았다.
1651년(효종 2년) 그의 건의가 받아들여져 대동법이 충청도에 시행되었다.

#### 산림, 향촌 지주세력과의 갈등

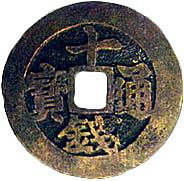
그가 주조, 보급시킨 엽전 십전통보

1650년 대동법 실시 문제로 김집(金集)과 논쟁하였다. 이때 김집의 문하생인 산림이 그가 축재와 사사로운 목적을 품고 있다고 공격당하였다. 그 뒤 산림의 엄청난 비판에 직면하여 사직했으며 대동법의 실시를 반대하는 김집(金集)과의 불화로 1651년 1월에 중추부영사(中樞府領事)로 물러났다. 그러나 같은 달인 1651년 1월 다시 의정부영의정에 발탁되었으며 실록청 총재관(實錄廳摠裁官)을 겸직하여 《인조실록》의 편찬을 맡아보았다. 영의정으로 있으면서 충청도의 대동법 시행 주관하고, 화폐인 소전(小錢)과 십전통보(十錢通寶)를 주조케 하였다. 대동법 시행 이후 유랑민이 줄어들고 약탈과 도적질이 감소했는데, 그는 스스로 대동법의 효과를 평하기를“호서에서 대동법을 실시하자 마을 백성들은 밭에서 춤추고 삽살개도 아전을 향해 짓지 않았다”라고 하였다.
1651년(효종 2) 그의 적극적인 건의로 십전통보가 주조되었는데, 개성 지방의 민간인 상인을 영입하여 의해 사주(私鑄)되었다. 그는 사주에서 훼손여부, 강도 등을 친히 시험하고 수시로 주조과정을 감독, 관리하였다. 김육은 평소 상공업을 천시하는 것은 잘못된 것이며, 상공업이야 말로 국력을 부강케 할 근간이라 하였다. 그러나 김육은 당시 사대부들로부터 장사로 천한 이익을 취하는 자들을 옹호한다, 얄팍한 기술로 잘난척을 하는 소인들을 옹호한다는 비난, 상인이나 기술자들에게 얼마나 뇌물을 받았느냐는 등의 인신공격에 시달려야 했다.
대동법을 확대 실시하려는 그의 주장은 지역 유지들의 반발과 산당의 반대에 직면하였다. 대동법의 실시를 둘러싸고 확연히 갈라지는 이해관계 때문에 반대하는 수령, 관료, 지역 유지들 등의 반발을 잠재워야 했고, 반발을 부추기는 장사꾼들의 계략에도 대응해야 했다. 대동법 실시에 반대한 김집(金集) 등과는 정치적 갈등이 생겼고, 이른바 산당(山黨)·한당(漢黨)의 대립을 낳기도 하였다. 이들의 대립은 김집의 문하생인 송시열, 송준길과 그의 아들인 김우명, 김좌명에게로 이어진다.
대동법의 확장 실시에 또다시 힘을 기울여 충청도에 시행하는 데 성공했고, 아울러 민간에 주전(鑄錢)을 허용하는 일도 평안도, 함경도에서 전국으로 확대시키는 데 성공하였다. 이어 그는 대동법을 전라도로도 확대시키려 하였다. 안방준 등은 그의 정책이 나라를 망하게 하는 정책이라며 규탄하였다.

### 생애 후반

#### 실록 간행과 금속활자

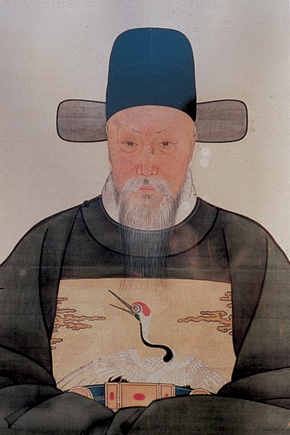
김육 영정

1651년 조선에서도 옆전을 주조할 것을 효종에게 건의하였다. 그해 1651년 청나라에 파견되는 진향사(進香使)가 되어 베이징에 다녀왔다. 또한, 실록청 총재관으로도 실록 편찬에 직접 참여, 감독, 지도하여 2년만에 《인조실록》 50책을 완성시키고, 이어 《선조수정실록》8책도 교열, 영인하였다. 그해 11월 그는 자신의 손녀딸이 세자빈으로 간택되는 것을 보았다.
그는 인조와 효종에게 금속활자를 다시 제조할 것을 건의한다. 이후 구리로 금속활자를 제조하여 전란 후 중단되고 있던 서적 간행을 활발히 전개했다. 임진왜란과 병자호란을 겪고 난 후 서적의 인쇄를 맡고 있던 교서관의 기능이 완전히 마비되고 말았다. 그새 주조해 놓았던 금속 활자가 다 없어지고 인력도 부족했다. 전란 후에 경제적인 궁핍으로 인해 금속활자를 새로 주조하지 못하고 전란 전에 나온 책들을 본떠서 목활자를 어설프게 만들어 임시로 병영인 훈련도감에서 서적을 인쇄하고 있었다.

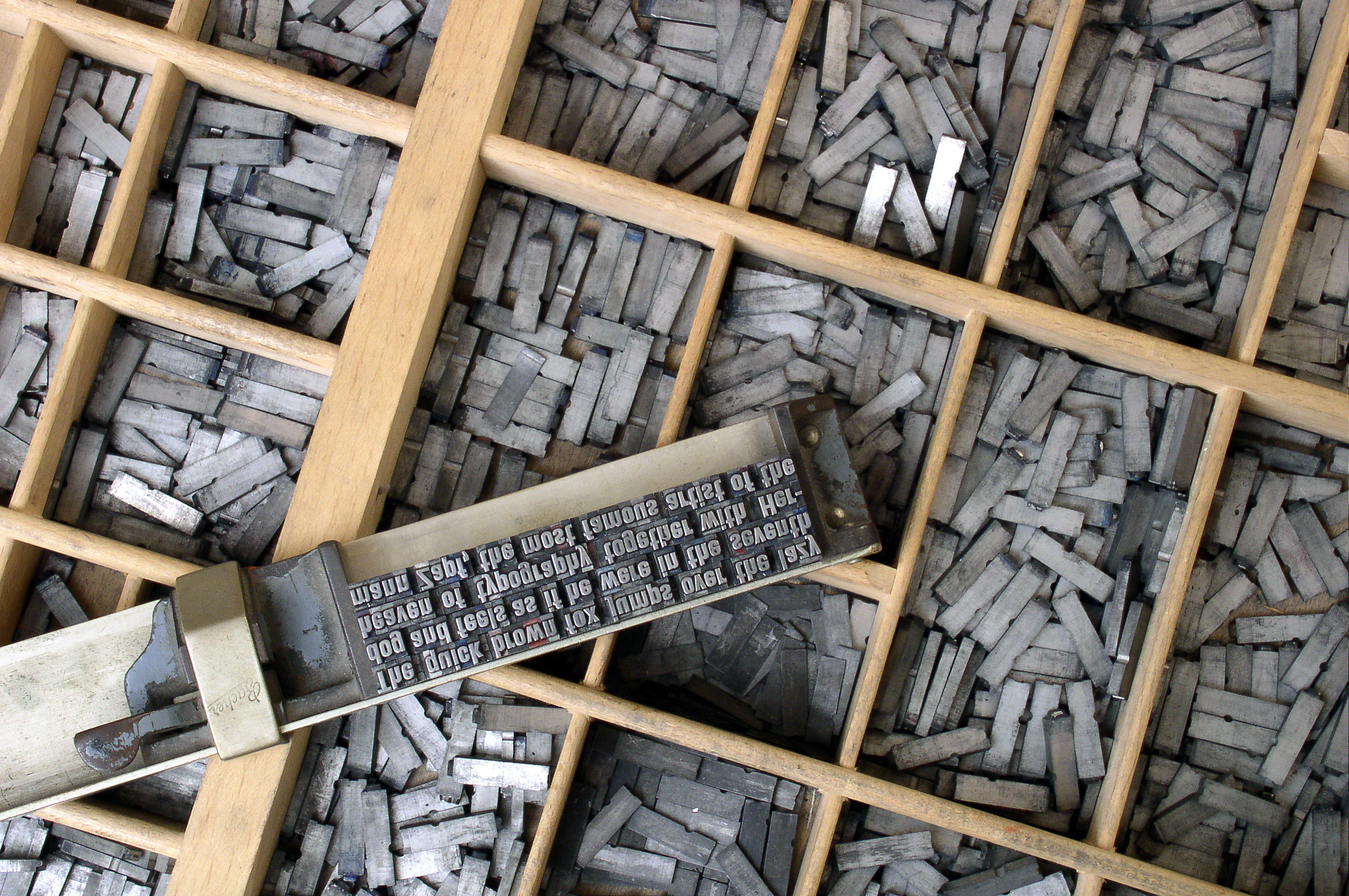
금속 활자.

1651년 7월 효종이 그의 손녀딸 김씨를 세자빈으로 간택하는 문제를 논하였다. 그러나 그는 자신의 손녀딸이라 하여 간택문제를 논하는 자리에 불참하였다.
효종 2년인 1651년에 실록청 총재관이 된 그는 금속활자를 재 주조하여 인조실록 50책의 간행과 <선조수정실록> 8책의 간행에 성공한다. 이후로 서적 간행에 힘써 개량된 목활자로 새로운 서적을 인쇄하는데 성공했고, 어쩔 수 없이 훈련도감 시설을 빌려 쓰던 것에서 벗어나 정식 주무 관청인 교서관의 기능도 되살려 활기를 불어넣었다. 그밖에도 ≪황명기략 ≫(皇明紀略), ≪종덕신편≫(種德新編), ≪송도지≫(松都誌) 등을 저술, 간행하기도 하였다. 그는 의서(醫書)들을 보급하는 과정에서 활자 인쇄술에 의존하였는데, 그는 자신의 저술들을 널리 보급하기 위해 직접 활자를 제작하고 인쇄하는 데에도 많은 노력을 기울였다. 이후 그의 활자 인쇄술 주조 사업은 아들 김좌명과 김우명이 이어받았고, 그의 자손들의 하나의 가업(家業)으로 계승되어 이어졌다. 이는 주자(鑄字)와 인쇄 사업, 책 간행의 확산에 기여하게 된다.
1651년 12월 정태화(鄭太和)를 다시 의정부영의정에 임명하면서 그는 물러났으나 다시 좌의정으로 특별 발탁되었다. 좌의정으로 지내면서도 대동법 시행에 따른 몇 가지 문제점을 개선하는 한편, ≪해동명신록≫(海東名臣錄)을 저술하고 ≪인조실록≫의 감수와 교열을 완성하였다. 1653년(효종 4) 경기도 가평군 잠곡에서 서울 회현방(會賢坊)으로 이사하여 이곳에서 여생을 보냈다.

#### 은퇴와 영의정 복귀
1654년 영돈녕부사, 1655년(효종 6년) 다시 영의정에 임명되었다. 그러나 대동법의 시행에 반대하는 지역 유지들과 서인의 산당 파벌의 숱한 비판을 받았다. 1656년(효종 7) 다시 효종에게 금속화폐를 사용할 것을 적극 건의하였다.
이 말을 듣고 효종이 대신들에게 "대동법을 시행하면 대호(大戶)가 원망하고, 시행하지 않으면 소민(小民)이 원망하니 그 원망은 대소가 어떠하오?"하고 물었다. 신하들이 "소민들의 원망이 더 큽니다."라고 대답했다. 이에 국왕 효종은 '그 대소를 참작하여 시행하라'라고 했다.
효종 8년 병조판서인 남인 허적(許積)이 "대동법을 시행하는 것은 백성들에게는 편리하지만 또한 어려움이 많습니다. 시임대신 대부분은 이를 반대하고 있습니다. 이 법을 반드시 시행하려고 하는 사람은 김육과 이시백 형제 등 수명에 불과할 뿐입니다."라며 반대했다. 남인 역시 당론으로 반대했다. 그러나 효종은 대동법 시행령을 내린다.

#### 영의정 재임과 사망
1658년(효종 9) 서필원(徐必遠)을 전라감사로 추천, 그를 통해 전라도 연해읍에 대동법을 시행하게 한다. 그는 죽기 직전 왕에게 올린 글에서조차 호남의 대동법 시행을 강조하였다. 그의 생전에 충청도에서 대동법이 시행되었고, 호남의 해안 연안의 군읍으로도 확대되었다. 이후 그의 유지를 이은 전라감사 서필원(徐必遠)의 노력으로 대동법은 그의 사후 전라도 각지로 확산되었다.
그러나 병세가 악화되어 영의정직을 사직하고 다시 영돈령부사로 물러났다. 1658년 말 그가 위독하다는 소식을 듣고 효종은 특별히 어의와 유명 의사를 보내 그를 진료하게 하였으나 잠곡은 그해 9월 한성부 회현방 자택에서 별세한다. 그는 임종에 임하여서도 효종에게 선정을 펼치고 민생을 구제할 것을 청하는 상소문을 올렸다.
| “ | 신의 병이 날로 더욱 깊어지기만 하니 실날 같은 목숨이 얼마나 버티다가 끊어질런지요? 아마도 다시는 전하의 얼굴을 뵙지 못할까 생각되므로 궁궐을 바라보며 비오듯이 눈물을 흘렸습니다. 제왕의 학문에서 귀중히 여기는 것은 마음을 간직하고 정신을 하나로 모아 밖으로 치달리지 않게 하는 것을 말합니다. 전하께서 종전부터 학문을 강마하시면서 과연 이 도리를 잃지 않으셨습니까? 악정자 춘(樂正子春)은 한낱 필부였습니다만, 한 발자국을 뗄 때에도 부모를 잊지 않았습니다. 그런데 전하께서 오늘날 다치신 것이 이 지경에까지 이르렀으니 어찌 악정자 춘에게 부끄럽지 않겠습니까. 송 효종(宋孝宗)에게 철장(鐵杖)과 목마(木馬)가 뜻을 가다듬어 원수를 갚는 데 무슨 도움이 되었습니까. 주희(朱熹)와 같은 때에 살면서도 주희로 하여금 수십 일도 조정에 있게 하지 못하였으니 정말 애석한 일이었습니다. 전하께서 오늘날 심학(心學)에 힘을 써야 하실 것은 다만 위 무공(衛武公)의 억계시(抑戒詩)를 완미하고 탐색하시는 것입니다. 맹자가 말하기를 ‘백성을 보호하면서 왕 노릇을 하면 막을 수가 없을 것이다.’고 하였습니다. 백성이 편안하여 삶을 즐겁게 누리면 어찌 군사가 없는 것을 걱정할 것이 있겠습니까. 흉년이 들어서 백성들이 흩어져 사방으로 가려 하는데 승호(陞戶)하는 일이 또 이때에 생겨 대신들이 다투어 간했지만 되지 않았으니 이 무슨 일입니까. 전하께서 후회하셔야 할 것입니다. 비록 열 번 명령을 바꾼다 하더라도 무슨 지장이 있겠습니까. 나라의 근본을 기르는 일은 오늘의 급선무인데, 찬선을 맡길 사람은 송시열과 송준길보다 나은 자가 없을 것입니다. 원하건대 전하께서는 시종 공경스러운 예로 맞아 지성으로 대우하여 멀리하려는 마음이 없게 하소서. 호남의 일에 대해서는 신이 이미 서필원(徐必遠)을 추천하여 맡겼는데, 이는 신이 만일 갑자기 죽게 되면 하루 아침에 돕는 자가 없어 일이 중도에서 폐지되고 말까 염려되어서입니다. 그가 사은하고 떠날 때 전하께서는 힘쓰도록 격려하여 보내시어 신이 뜻한 대로 마치도록 하소서. 신이 아뢰고 싶은 것은 이뿐만이 아닙니다만, 병이 위급하고 정신이 어지러워 대략 만분의 일만 들어 말씀드렸습니다. 황송함을 금하지 못하겠습니다. | ” |

그는 후손들에게도 활자 주조업을 계승할 것을 유지로 남겼고 이는 아들 김좌명과 손자 김석주에게로 계승된다. 그의 부음 소식을 접한 효종은 탄식하며 말하기를 '어떻게 하면 국사를 담당하여 김육과 같이 확고하여 흔들리지 않는 사람을 얻을 수 있겠는가.' 하였다. 그가 사망하자 효종은 슬퍼하여 5일간 조회를 파하고 그를 애도하였다. 사망 당시 그의 나이는 향년 78세였다.

### 대동법의 확산
사후 10년 뒤인 1668년(현종 9) 현종의 특명으로 <잠곡집>을 간행하였다.
김육에서 그의 아들 김좌명으로 정책이 전수되는 것은 그들이 선조인 중종 때의 사림 명신 김식의 개혁 정신을 충실히 이었음을 뜻한다.

### 사후

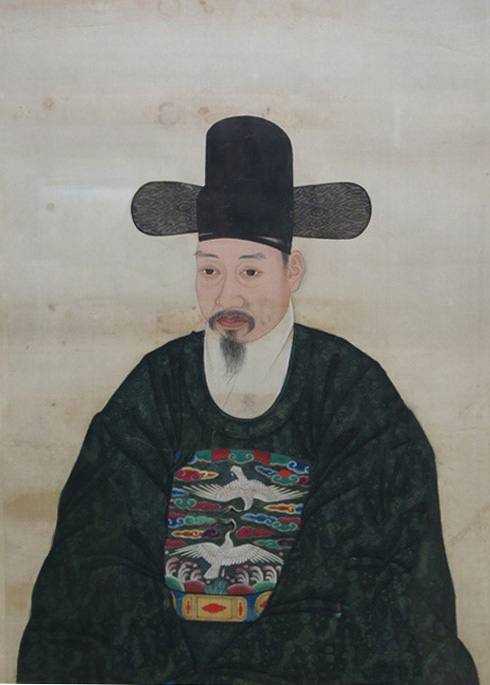
둘째 아들 청풍부원군 김우명

사후 경기도 양주군 금촌리에 장사지냈다. 후에 문정(文貞)의 시호가 내려졌다. 그 뒤 그의 아들 김우명의 딸 김씨가 세자빈으로 간택되면서 그의 집은 외척가문으로 발돋움하여 승승장구하게 된다. 그의 아들 김좌명은 산당의 견제를 받았지만 병조판서를 지낸 뒤 사후 증 영의정에 증직 추서되었고, 아들 김우명은 딸이 왕비가 되면서 보국숭록대부 영돈령부사를 지내고 청풍부원군에 봉작되었다. 손자 김석주는 서인 산당에 대항하여 제2차 예송 논쟁 당시 김집의 문인들과 송시열, 송준길을 몰락시켰다가 뒤에 남인의 부패가 극에 달하자 역으로 송시열의 문인인 김익훈과 손잡고 남인가문을 타도하게 된다. 숙종은 그의 유상 영정에 "노인의 모습임에도 마치 신선의 풍채를 볼 수 있으며, 마음을 다해 체국(體國)했다"는 어제 친필을 남기기도 했다.
그의 사후에도 아들 김좌명과 손자 김석주 등은 가업인 인쇄술을 계승하였고, 김우명의 일부 후손은 강원도 춘성에 정착하여 소설가 김유정의 선조가 된다. 그 뒤 그의 대동법 등을 높이 평가한 영조 때에 이르러 그의 문집들이 다시 재간행되었다. 영조는 일찍이 1636년 명나라의 화가 호병이 그린 그의 초상화 겸 풍경화인 송하한유도에 헌시를 남기기도 했다.
| “ | 잠곡 문정공 소상 어제찬(潛谷文貞公小像英祖御製贊) 윤건(綸巾)에 학창의(鶴氅衣) 입고 솔바람에 서있는 사람 누구를 그린 것인가? 잠곡 김공(金公)이라네. 오래전 신하로 나라 위해 충정을 다했고 옛사람의 의를 본받아 마음을 다하고 공경히 직분을 다하였네 대동법(大同法)을 도모하여 계획하니 신통하다 하겠다. 아! 후손들은 백대(百代)가 지나가도 이를 우러러보고 공경하라. | ” |

경기도 양평군 양근(楊根) 미원서원(迷源書院)과 충청북도 청풍 봉강서원(鳳岡書院), 개성 숭양서원(崧陽書院), 강동(江東) 청계서원(淸溪書院) 등에 배향되었다. 그 뒤 1704년(숙종 30)에는 가평의 유림들과 가평 지역 유지들의 공의로 건립된 잠곡서원(潛谷書院)에 제향되었다.
2000년 2월, '3월의 문화인물'로 지정되었다.

## 가족 관계
- 할아버지 : 김비(金棐)
  - 아버지 : 김흥우(金興宇)
  - 어머니 : 풍양조씨, 조희맹(趙希孟)의 딸
    - 부인 : 파평 윤씨 - 진사 윤급(尹汲)의 딸
      - 장남 : 청릉부원군(淸陵府院君) 김좌명(金佐明)
      - 자부 : 평산 신씨(平山申氏), 정숙옹주의 딸
        - 손자 : 청성부원군(淸城府院君) 김석주(金錫胄)
        - 손녀 : 조현기(趙顯期)에게 출가

      - 장녀 : 청풍김씨
      - 사위 : 황도명(黃道明)
      - 차남 : 김우명(金佑明)
      - 자부 : 덕은부부인(德恩府夫人) 송씨(宋氏) - 송국태의 딸
        - 손자 : 김만주(金萬胄)
        - 손녀 : 명성왕후
        - 손자 : 김석익(金錫翼)
        - 손자 : 김석연(金錫衍) - 송시열의 아들인 송기태와 동서간이다.
        - 손자 : 김석달(金錫達)

      - 자부 : 측실
        - 손자 : 김석천(金錫賤)
        - 손자 : 김석구(金錫耈)
        - 손자 : 김석제(金錫悌)
        - 손자 : 김석선(金錫善)
        - 손자 : 김석순(金錫順)
        - 손녀 : 허통(許通)에게 출가
        - 손녀 : 이지완(李志完)에게 출가

## 사상과 신념

### 재난 구호
당시의 내외 상황을 조선의 엄청난 위기로 파악하고 그 본질을 전쟁 방어를 소홀히하고 국력을 낭비한 위정자들의 과오 등이 빚어낸 민심이반(民心離反)으로 보았다. 그에 대한 대책으로 여러 가지 안민책(安民策)의 실시를 통해 극복하려 하였다. 1644년에는 명나라나 청나라 사신이 다녀갈 때 공녀와 인삼, 비단 등을 요구하는 폐단을 폐지할 것을 적극 건의하였고, 1627년 청나라가 군사적으로 압박해오자 호패법을 일시적으로 중지하여 민심을 안정시킬 것을 주장하였다. 또한 임진왜란, 정유재란, 병자호란, 정묘호란 등으로 흉년과 기근, 인명 피해, 재산 피해 등으로 유랑자가 다수 발생하자 세금 감면과 농작물 지원, 도망치거나 이주하는 주민에 대한 오가작통이나 족징 등의 단속을 중단할 것을 촉구하기도 했다.
기근과 질병, 부상과 각종 재난에 시달리는 백성을 구하고 치료할 목적에서 선조, 광해군 대에 편찬된 각종 의학 서적의 인쇄, 복사, 배포하였으며 《구황촬요(救荒撮要)》 《벽온방(瘟方)》 등을 편찬하였다.

### 경제활성화 정책
백성을 유족하게 하고 나아가 국가재정을 확보하는 방안으로서 유통경제를 활성화하는 것에도 노력하였다. 그는 화폐사용의 필요성을 역설하며 엽전 발행을 장려하였는데, 당시 물화가 제대로 유통되지 않는 현실을 개탄하고 그 이유를 쌀과 베(布)와 쌀만을 유통수단으로 사용할 뿐 변변한 화폐가 없는 데서 문제점을 찾았다. 그래서 동전 사용을 강조하였고 나아가 백성에게 각지에 퍼져 있는 은광 개발을 허용할 것을 주장했다.
이 밖에도 농업의 장려와 작물 생산의 확산을 위해 수로 건설과 수차(水車)의 사용 등 농사기술의 개선, 수레의 사용, 시헌력 사용을 통하여 기후 예상 등을 추진하였다. 그 밖에 가뭄 등의 재난을 예방하는 방도로서 전국 각 지역에 빙고와 비슷한 수 저장고를 만들고, 한성에는 각 개천을 준설하자는 견해를 폈는데 이는 당시로서는 이색적인 주장이었다. 또, 세곡선의 침몰이 잦았던 안흥량(安興梁)의 바닷길을 피해 태안(泰安)에 창고를 설치하고 육로를 일부 이용하여 세곡을 운송하는 방안을 제시하기도 하였다.
그는 자신과 비슷한 생각을 하던 동시대의 재야 경제학자인 유형원(柳馨遠)의 사상을 접하고 그의 영향을 많이 받았고, 실학의 선구적 역할을 하였다. 그는 자신의 학문적 이론을 실권을 가진 자로서 현실적으로 적용하려는데 치중하였으나, 산림의 반발을 극복하는데 오랜 시간이 걸렸다.

## 평가와 비판
왕조실록에는 그의 인물평을 말하기를 "사람됨이 강인하고 과단성이 있으며 품행이 단정 정확하고, 나라를 위한 정성을 천성으로 타고나 일을 당하면 할말을 다하여 기휘(忌諱)를 피하지 않았다. 병자년에 연경에 사신으로 갔다가 우리 나라가 외국 군사의 침입을 받는다는 말을 듣고 밤낮으로 통곡하니 중국 사람들이 의롭게 여겼다."고 하였다.
경제 정책에 대한 탁월한 식견으로 충청도 관찰사 재직시 공물법(貢物法)을 폐지하고, 백성의 조세 부담을 덜어주는 대동법을 실시할 것을 건의및 크게 주장하였다. 이는 그의 사후 장남 김좌명에 의하여 전라도 · 경상도 · 황해도에 차례로 대동법이 실시되었다. 또한 서양의 새로운 역법(달력법)인 신력효식(新曆曉式)을 보고 1653년부터 시헌력이라는 새 역법을 시행하게 하였으며, 수레를 제작하고 관개에 수차의 활용을 건의하였다. 1651년 상평통보의 주조를 건의하였고, 병자호란 때 소실된 활자를 새로이 제작, 많은 서적을 간행하도록 하였다. 그의 경제학은 실학의 선구자인 유형원 등에게 큰 영향을 주었다.
대동법은 왜란 후 삶이 어려워진 백성을 위한 대안으로 내세워진 것이지만 진상과 별공의 폐단은 막지 못하였다.
그러나 왕조실록의 비판에 의하면 "평소에 백성을 잘 다스리는 것을 자신의 임무로 여겼는데 정승이 되자 새로 시행한 것이 많았다. 양호(兩湖)의 대동법은 그가 건의한 것이다. 다만 자신감이 너무 지나쳐서 처음 대동법을 의논할 때 김집(金集)과 의견이 맞지 않자 김육이 불평을 품고 여러 번 상소하여 김집을 공격하니 사람들이 단점으로 여겼다."고 하였다.

## 저서
- 《잠곡필담(潛谷筆談)》
- 《유원총보(類苑叢寶)》
- 《송도지(松都誌)》
- 《팔현전(八賢傳)》
- 《해동명신록(海東名臣錄)》
- 《황명기략(皇明紀略)》
- 《종덕신편(種德新編)》

## 기타
호패어사 파견 반대 당시 그는 호패를 담당하는 호패청의 관리였다. 간쟁을 담당하는 사헌부의 관원이기도 했다. 상소문에 밝힌 그의 견해는 사헌부의 관리로서 호패사무를 비판한 것이다. 이로 인해 호패청의 상관과 동료들 보기가 불편해진 김육은 스스로 사직했다.

### 금속활자 주조
금속활자 주조에 대한 의욕과 서적 간행에 대한 정열은 그의 자손에까지 전해져 그가 일찍부터 전화(錢貨)를 주조하기 위해 동과 철의 합금에 관한 연구를 거듭한 결과 결정적인 성과를 거둔 사실이 있었는데, 훗날 이 지식을 토대로 현종 9년에 병조판서가 된 아들 김좌명(金佐明)이 금속 합금의 기술을 이용해 왜란 후 처음으로 구리를 재료로 해서 활자를 만들었다. 삼주갑인자(三鑄甲寅字).
그리고 그의 손자 김석주(金錫冑)는 숙종초년에 구리를 재료로 소활자체인 한구자(韓構字)를 주조해 많은 서적을 간행하기도 한ㄷ다.

### 신념
- '나아가지 않으면 물러선다'(不進則退)

### 시
역사서 읽기가 싫어진다
알고 나면 언제나 눈물 흘리네
어진 이는 반드시 화를 입고
간신들은 도리어 출세한다.

## 같이 보기
| - 대동법 - 효종 - 이이 - 성혼 - 조호익 - 김장생 - 김집 - 인평대군 - 김우명 - 송준길 - 송시열 - 김장생 - 안방준 | - 대동법 시행 기념비 - 송익필 - 현종 - 숙종 - 김좌명 - 명성왕후 - 조광조 - 이연경 - 윤증 |

## 참고 서적
- 노대환, 《소신에 목숨을 건 조선의 아웃사이더》 (역사의 아침, 2007)
- 한정주, 《조선을 구한 13인의 경제학자들》 (다산초당, 2007)
- 박영규, 《한권으로 보는 조선왕조실록》 (들녘, 1996)
- 이성무, 《조선을 만든 사람들》 (청아, 2009)
- 박은봉, 《한국사 100 장면》 (가람기획, 1994)
- 성균관대학교 대동문화연구원, 《잠곡전집》 (성균관대학교, 1975)
- 김두진, 〈이씨조선의 후기활자의 개주와 잠곡김육선생 3대의 공헌〉 《백낙준박사회갑기념논문집》 (연세대학교, 1955)